# NGC 1028
NGC 1028 (również PGC 10068) – galaktyka spiralna z poprzeczką (SBc), znajdująca się w gwiazdozbiorze Barana. Odkrył ją Albert Marth 1 października 1864 roku.
W galaktyce tej zaobserwowano supernową SN 2009M.